# Fañch Rebours
Fañch Rebours, né en 1972 à Paimpol, est un écrivain, enseignant et militant breton.

## Biographie
Militant régionaliste breton (membre de l'Union démocratique bretonne et de Ar Falz), élu local, sonneur, il enseigne en primaire, longtemps en classes bilingues, dans le pays de Paimpol.
D'abord passionné de poésie (mémoire de maîtrise sur Guillevic) et de textes politiques, il vient à l'écriture de fiction par une «trilogie paimpolaise» de romans policiers (Le Bahut du Maure, Festival du méchant marin, Les suppliciés du Goëlo), publiés en 2015 et 2016. Également nouvelliste, il se démarque par des textes noirs et grinçants et publie deux recueils (13 nouvelles cruelles de Bretagne, tome 1 et 2) en 2017 et 2019, suivis par un troisième volume, Faust-noz, en 2024.
À partir de 2018, plusieurs de ses romans, sans trop s'éloigner du genre noir, traitent de sujets liés à la mer et à l'histoire de la navigation ("Tétralogie du huis clos maritime" : Celles qui vont sur la mer, Cap-Hornière,,, Krouman,, Transport(s)),.
Ancrée dans le territoire breton en général et dans le Goëlo (pays de Paimpol) en particulier, port d'attache ouvert vers l'ailleurs, son écriture naturaliste vogue entre "réalisme sale", farce et engagement, cherchant à décrire des éléments d'universalité de la nature humaine.
Après une première autofiction sur le ton de la comédie, Aline § moi (2019),, Fest-noz, la dernière danse (2023),,se veut roman du fest-noz contemporain comme métonymie de l'identité bretonne et récit du transclassisme régional.
Durant ses années de "jeu à l'écrivain", il participe à des aventures collectives, revues ou recueils : l'Ampoule, l'Impératif, Au fil du canal, le Dragon rouge, la Bibliothèque Des Futurs, Skol Vreizh. Ses textes y sont parfois mis en image, voix, musique ou danse.
À la suite de sa rencontre avec le médecin-éditeur Stéphane Balcerowiak, il collabore à la naissance de la revue littéraire L'Âme au diable.
Ami de Frédéric Ciriez, Alice Zeniter ou Francis Favereau, il revendique, non sans humour, le concept de "Goëlo Connection".
Il écrit également des textes en breton pour la jeunesse et anime, sur Youtube, une chaîne de sketches pour les petits bilingues.

### Romans
- Celles qui vont sur la mer, Stéphane Batigne éditeur, 2025
- Fest-noz, la dernière danse, éd. Skol Vreizh, 2023, création "Fest-deiz littéraire", à Rennes, le 6 avril 2024.
- Cap-Hornière, éd. Skol Vreizh, 2022, finaliste Prix Henri Queffélec, finaliste Prix Plumes d'équinoxe, sélection Prix Ville de Carhaix
- Krouman, éd. Skol Vreizh, 2021, sélection Prix Mots de l'Ouest
- Aline et moi, éd. La Gidouille, 2019, sélection Prix du livre de caractère
- Transport(s), éd. La Gidouille, 2018, finaliste Prix Ville de Carhaix, finaliste Prix Mots de l'Ouest
- Le Bahut du Maure, éd. Astoure, 2016
- Festival du méchant marin, éd. Astoure, 2015
- Les suppliciés du Goëlo, éd. Astoure, 2015

### Nouvelles et textes courts
Recueils:
- Faust-noz, nouvelles cruelles de Bretagne, volume 3, éd. Zonaires, 2024
- 13 nouvelles cruelles de Bretagne, volume 2, éd. Astoure, 2019
- 13 nouvelles cruelles de Bretagne, éd. Astoure, 2017

En anthologies ou revues :
- «Soixante-treize bêtes», Au fil du canal, éd. Stéphane Batigne, 2017 (prix du concours de la nouvelle de Malestroit)
- «Inaperçu», L'Ampoule, n° 23, éd. Abat-jour, juin 2017
- Article «Alain Emery», L'impératif, n° 5, éd. Jacques Flament, juin 2017
- «Kamplac'h.bzh», nouvelle en breton, An Aerouant Ruz, éd. Goater, 2020
- «Mourir pour toi», Le Dragon Rouge, éd. Goater, 2020
- Notice "Alice Zeniter", in «Femmes de lettres en Bretagne», éd. Goater, 2021
- «Faust-noz», L'Âme au diable, n°1, éd. L'Âme au diable, avril 2022
- «Les éditeurs noirs», L'Âme au diable, n°2, éd. L'Âme au diable, octobre 2022
- Version bilingue de «Kamplac'h.bzh», avec interprétations, Bibliothèque Des Futurs, avril 2023
- «Regionador», L'Âme au diable, n°3, éd. L'Âme au diable, mai 2023
- "Des lieux et des hommes", préface de l'essai de Luc Corlouër «Les graviers, clochards des mers», Le Cormoran, 2024

### Jeunesse
- Dindan ar seizh avel, nouvelles et documents maritimes pour adolescents, dessins Agnès Guillot, éd. TES-Canope, 2021
- Pimkalet ha Pimtener, pomperien e Breizh, album jeunesse, illustrations Loupiote, éd. Goater, 2020

### Vidéos, spectacles et conférences
- Chaîne youtube "Fañch Rebours sketchs en breton" (Progression de 32 sketchs, comptines, chansons, album jeunesse et mode d'emploi pour parents et enseignants), création en mars 2020
- Spectacle "Mes doudous parlent breton". Création au festival La Baie des livres, Morlaix, 20 novembre 2021
- Conférence "Le Krouman et le bosco". Création pour le musée Milmarin, Loguivy-de-la-Mer, 1er août 2021

### Édition
- Comité de lecture, éditions La Gidouille, 2018-2019
- Conseil littéraire, revue L'Âme au diable
- Édition du roman de Clara Lenoir, Breizh parano, éd. Skol Vreizh, 2023
- Contribution pédagogique au site internet "Lucien Pouëdras", éd. Skol Vreizh, 2023-2024